# Taštagol
Taštagol è una città della Russia siberiana meridionale, situata nella oblast' di Kemerovo; è capoluogo del rajon Taštagolskij, anche se dal punto di vista amministrativo è posta sotto la diretta giurisdizione della oblast'.
Sorge sulle sponde del fiume Kondoma (bacino idrografico del Tom'), 411 chilometri a sud del capoluogo Kemerovo.

## Infrastrutture e trasporti
Aereo
L'aeroporto di Taštagol è gestito dalla compagnia aerea russa Aerokuzbass che gestisce anche l'aeroporto di Novokuzneck. La pista dell'aeroporto di 1,300 permette i voli diretti per Omsk, Tomsk, Krasnojarsk. Lo scalo aeroportuale è utilizzato attualmente per i voli dell'aviazione special del soccorso alpino nella vicina Šeregeš, l'importante centro turistico invernale della Siberia. Si prevede la ricostruzione della pista aeroportuale entro il 2015 per lo sviluppo di voli charter turistici.